# Pénzügyőr SE (szachy)
Pénzügyőr SE – węgierski klub szachowy z siedzibą w Budapeszcie, sekcja Pénzügyőr SE.

## Historia
W 1950 roku utworzono Pénzügyőr SE, związek sportowy obejmujący sekcje tenisa stołowego, biegania, piłki nożnej, tenisa, siatkówki i szachów. Początkowo zajęcia miały charakter amatorski.
W sezonie 2000/2001 sekcja szachowa uczestniczyła w NB I, spadając jednak z ligi po zakończeniu rozgrywek. Ponowny awans nastąpił w 2008 roku. W pierwszym sezonie po powrocie klub zajął siódme miejsce, a jego zawodnikami byli wówczas m.in. Imre Balog i Lajos Seres. Sezon 2013/2014 klub zakończył na trzecim miejscu w lidze. W jego składzie znajdowali się wtedy m.in. Csaba Horváth, Imre Balog, Imre Héra i Gergely Antal. W 2017 roku zawodnicy zajęli czwarte miejsce w lidze. W styczniu 2022 roku zarząd klubu wycofał drużynę z rozgrywek, koncentrując się wyłącznie na działalności amatorskiej.